# Republiek Nieuw-Granada
De republiek Nieuw-Granada was een van de staten die voortkwamen uit de in 1830 uiteengevallen federatieve republiek Groot-Colombia.
Ze bestond uit Colombia en Panama, maar ook uit kleinere stukken van het huidige Ecuador, Peru, Brazilië, Costa Rica en Venezuela.
In 1858 werd de republiek Nieuw-Granada weer opgeheven en vervangen door de Granadijnse Confederatie.
- Gemeinsame Normdatei: 1079565973
- Library of Congress Control Number: n2007030647
- Virtual International Authority File: 150317263